# Tanz der Dämonen
Tanz der Dämonen (Original: Demon Wind, Titel der gekürzten Fassung: Tanz der Monster) ist ein US-amerikanischer Trash-Horrorfilm aus dem Jahr 1990, der unter der Regie von Charles Philip Moore entstand, der auch das Drehbuch schrieb.
Der Film wurde 1991 in einer gekürzten Fassung wegen Gewaltdarstellung bundesweit nach § 131 Strafgesetzbuch (StGB) beschlagnahmt. Im Januar 2024 wurden Beschlagnahme und Indizierung aufgehoben.

## Handlung
Im Jahr 1931 werden die Carters auf ihrer entlegenen Farm Opfer eines mysteriösen Blutbades, welches von unheimlichen, dunklen Mächten hervorgerufen wird. Gut 60 Jahre später begibt sich deren einzig überlebender Nachfahre, ihr Enkel Cory, nach dem plötzlichen und seltsamen Selbstmord seines Vaters, in dessen Geburtshaus, das einst Schauplatz jener rituellen Satansbeschwörung war. Seit dem unerwarteten Ableben seines Vaters wird der junge Mann von Albträumen geplagt, die ihn ruhelos werden lassen. In dieser Situation versucht er nun endgültig, das düstere Geheimnis seiner Ahnen zu entschlüsseln. Unterstützt wird er dabei von seiner Freundin Elaine und ein paar gemeinsamen Freunden, die ihn begleiten.
Ein alter Tankstellenpächter warnt die Gruppe zuvor noch, das abgelegene Landhaus zu besuchen, da es von Toten bewohnt wird, doch die acht Mittzwanziger ignorieren alle Warnungen und fahren unbeeindruckt zum Haus von Corys verstorbenen Großeltern. Kaum dort angekommen, geschehen schon unheimliche Ereignisse und Cory wird vermehrt von Visionen und Tagträumen heimgesucht. Die Stimmung unter den Freunden kippt schlagartig, als sie im verlassenen und verfallenen Haus einen dahingekritzelten Spruch auf einer Wand entdecken, der besagt, dass der Satan hier residiert. Panisch versuchen sie sofort vom Ort zu entkommen, aber durch einen seltsamen Nebel ist dies nicht möglich. Daher beschließt man notgedrungen, im Haus zu übernachten, ohne zu ahnen, dass es bald zur Todesfalle für die Gruppe werden wird. Zuvor beschwörte Cory nichtsahnend, beim Lesen des Tagebuches seiner Großmutter, den Sohn des Satan Delos herbei, der den jungen Leuten blutdürstige Geister entgegenschickt.
Nachts werden sie von einer Schar Dämonen angegriffen und bedrängt. Es gelingt den Kreaturen, es handelt sich vermutlich um ehemalige Dorfbewohner, nach und nach die entsetzte Besuchergruppe zu dezimieren, bis fast alle Jugendliche außer Corey und Elaine ihr Leben lassen müssen. Am Ende des Films bekämpft Cory neben seinen zu Dämonen gewordenen Freunden auch den leibhaftigen Sohn Satans. In einem finalen Endkampf und der kurzzeitigen magischen Verwandlung in ein übernatürliche Wesen, gelingt es ihm, Satans Sohn, sowie den Großteil der Dämonen, wirksam auszuschalten und so dem Spuk ein vermeintliches Ende zu machen.

## Kritiken
„Wildes Horrorspektakel im Stil der Splatterwelle Mitte der Achtziger, das nicht nur im Namen, sondern auch in seinem sehr ähnlichen Handlungsablauf an den mittlerweile beschlagnahmten Kultklassiker „Tanz der Teufel“ erinnert. Die dünne Story steuert nicht sehr ambitioniert, dafür umso gradliniger auf den Konflikt mit den Dämonen zu, der mit billigen, aber teilweise effektvollen Special Effects drastisch umgesetzt wird. Nichts also für Leute, die sich gerne ein wenig gruseln, sondern eher für Fans hartgesottenerer Kost, die diesem Film ebenso handfest zum Erfolg verhelfen werden.“

„Im Stil der „Splatter Movies“ inszenierter Horrorfilm mit abstoßenden Ekeleffekten.“